# 御油の松並木資料館
御油の松並木資料館（ごゆのまつなみきしりょうかん）は、愛知県豊川市にある資料館。

## 概要
東海道五十三次35番目の宿場「御油宿」と国の天然記念物である御油の松並木に関する資料を展示する資料館で、1988年4月に開館した。
館内には江戸時代の御油宿を1000分の1スケールで再現した復元模型（ジオラマ）や歌川広重の浮世絵版画、近代交通文書、旅装束などのほか、樹齢380年の御油の松並木の切株など約130点を展示している。

## 交通アクセス
- 名鉄名古屋本線「御油駅」から、徒歩約5分
- 東名高速道路「音羽蒲郡IC」より、車で約10分